# Європейський кіноприз за внесок у світове кіно
Європейський кіноприз за внесок у світове кіно (англ. European Film Academy Achievement in World Cinema Award) — щорічна нагорода, якою з 1997 року Європейська кіноакадемія вшановує провідних діячів європейського кіно за видатний внесок у світовий кінематограф. Номінанти повинні мати європейський паспорт або народитися в Європі (у географічному розумінні), в цьому сенсі Академія включає до Європи також Ізраїль та Палестину.

## Лауреати
| Рік  | Лауреат             | Професія                        | Країна              |
| ---- | ------------------- | ------------------------------- | ------------------- |
| 1997 | Мілош Форман        | режисер, сценарист              | Чехія / США         |
| 1998 | Стеллан Скашгорд    | актор                           | Швеція              |
| 1999 | Антоніо Бандерас    | актор                           | Іспанія             |
| 1999 | Роман Поланський    | режисер                         | Франція             |
| 2000 | Жан Рено            | актор                           | Франція             |
| 2000 | Роберто Беніньї     | режисер, актор                  | Італія              |
| 2001 | Юен Мак-Грегор      | актор                           | Велика Британія     |
| 2002 | Вікторія Абріль     | акторка                         | Іспанія             |
| 2003 | Карло Ді Пальма     | оператор                        | Італія              |
| 2004 | Лів Ульман          | акторка                         | Норвегія            |
| 2005 | Моріс Жарр          | композитор                      | Франція             |
| 2006 | Джеремі Томас       | продюсер                        | Велика Британія     |
| 2007 | Міхаель Балльхаус   | оператор                        | Німеччина           |
| 2008 | Серен Краг-Якобсен  | режисер, композитор             | Данія               |
| 2008 | Крістіан Леврінг    | режисер                         | Данія               |
| 2008 | Ларс фон Трієр      | режисер, сценарист              | Данія               |
| 2008 | Томас Вінтерберг    | режисер                         | Данія               |
| 2009 | Ізабель Юппер       | акторка                         | Франція             |
| 2010 | Габрієль Яред       | композитор                      | Франція             |
| 2011 | Мадс Міккельсен     | актор                           | Данія               |
| 2012 | Гелен Міррен        | акторка                         | Велика Британія     |
| 2013 | Педро Альмодовар    | режисер, сценарист              | Іспанія             |
| 2014 | Стів Макквін        | режисер                         | Велика Британія     |
| 2015 | Крістоф Вальц       | актор, режисер                  | Австрія / Німеччина |
| 2016 | Пірс Броснан        | актор                           | Ірландія            |
| 2017 | Жулі Дельпі         | акторка, режисерка, сценаристка | Франція / США       |
| 2018 | Рейф Файнз          | актор, режисер                  | Велика Британія     |
| 2019 | Жульєт Бінош        | акторка                         | Франція             |
| 2021 | Сюзанна Бір         | режисерка                       | Данія               |
| 2022 | Елія Сулейман       | режисер, актор                  | Ізраїль             |
| 2023 | Ісабель Койшет      | режисерка                       | Іспанія             |
| 2024 | Ізабелла Росселліні | акторка                         | Італія              |